# 23980 Ogden
23980 Ogden là một tiểu hành tinh vành đai chính với chu kỳ quỹ đạo là 1358.1883819 ngày (3.72 năm).
Nó được phát hiện ngày 14 tháng 5 năm 1999.